# 南部町立福田小学校
南部町立福田小学校（なんぶちょうりつ ふくだしょうがっこう）は、青森県三戸郡南部町福田にあった公立小学校。児童数は158人（2019年現在）。

## 概要
旧福地村の一部を学区としていた。主な進学先は、学区内の南部町立福地中学校である。

## 沿革
- 1876年（明治9年）
  - 2月9日 - 福田村瑞泉寺を仮校舎として、発足。
  - 日付不明 - 下平一番戸に校舎新築。
- 1887年（明治20年） - 福田簡易小学校と改称。
- 1892年（明治25年） - 福田尋常小学校と改称。
- 1895年（明治28年）5月28日 - 校舎新築落成。
- 1913年（大正2年）10月30日 - 西久保に校舎改築。
- 1922年（大正11年）3月31日 - 高等科を併置し、福田尋常高等小学校と改称。
- 1934年（昭和9年）
  - 11月3日 - 校旗樹立。
  - 11月10日 - 校章制定。
- 1941年（昭和16年）4月1日 - 国民学校令により、福田国民学校と改称。
- 1947年（昭和22年）4月1日 - 学制改革により、田部村立福田小学校と改称。同日、福田中学校を併置し、高等科生を中学校に移籍。
- 1948年（昭和23年） - 福田中学校独立校舎が、小沢田に完成し、移転。
- 1955年（昭和30年）
  - 4月1日 - 昭和の大合併により、福地村立福田小学校と改称。
  - 4月5日 - 旧福田中学校校舎跡に移転[2]。
- 1960年（昭和35年）12月 - 屋体建築[3]。
- 1965年（昭和40年）2月9日 - 校歌と新校章制定。
- 1972年（昭和47年）2月1日 - 村内全小中学校の給食が、福地村学校給食センターによる、完全給食に切り替え[4]。
- 1984年（昭和59年）
  - 3月 - 統合校舎完成[5]
  - 4月1日 - 埖渡小学校と星岡小学校を統合[6]。
  - 8月 - 校歌制定。
  - 11月10日[2] - 新校舎落成。
- 2004年（平成16年）11月 - 横浜市で開催されたクラス対抗30人31脚（青森県内では青森朝日放送で放送）全国大会出場。
- 2006年（平成18年）1月1日 - 平成の大合併により、南部町立福田小学校と改称。
- 2010年（平成22年）9月 - 屋体耐震改修完了[3]。
- 2022年（令和4年）10月30日 - 閉校式典挙行[7]。
- 2023年（令和5年）3月31日 - 福地地区の小学校統合[8]による福地小学校への統合により閉校。なお、統合「福地小学校」校舎は、本校校舎が使用される（事実上の移転）[9]。

## 教育目標
- すこやかで、たくましく生きぬく子どもの育成
- すすんで学習する子
- こころのゆたかな子
- やさしく思いやる子
- からだをきたえる子

## 部活動
- 野球部(福地小学校と合同)
- ミニバスケットボール部
- 卓球部
- 音楽部

## 学区
福田、法師岡（字山ノ外は除く）、埖渡。

## 周辺
- 南部町運動公園
- 福地体育センター
- 社会福祉法人青い海の会福地こども園 - 南部町道をはさんで、敷地の一部が隣接。なおかつ、進学前こども園のひとつ。
- 公文式福地教室
- 福田集会所
- あいたすデイサービスセンター
- 青い森鉄道青い森鉄道線
  - 苫米地駅[1]
- 東北新幹線[1]

## アクセス
- 南部町多目的バス樺木線「あかね入口」バス停下車後、徒歩約120m・約2分。

## 参考資料
- 『青森県教育史 別巻』（青森県教育委員会・1973年12月20日発行）「学校沿革 小学校」860頁「福田小学校」（1965年の「校歌と新校章制定」まで）